# Huludao
Huludao (en chino, 葫芦岛; pinyin, Húludǎo, léase Julu-Dáo) es una ciudad-prefectura en la provincia de Liaoning, República Popular China. Limita al norte con Fuxin, al sur con Yingkou, al oeste con Jinzhou y al este con Anshan. Su área es de 10 408 km² y su población total para 2010 superó los 2,6 millones de habitantes. 

## Administración
La ciudad prefectura de Hulundao se divide en 5 localidades que se administran en 2 distritos urbanos, 1 ciudad suburbana y 2 condados rurales.
- Distrito Longgang 龙港区
- Distrito Lianshan 连山区
- Distrito Nanpiao 南票区
- Ciudad Xingcheng 兴城市
- Condado Suizhong 绥中县
- Condado Jianchang 建昌县

## Historia
El área que hoy ocupa la ciudad de Huludao ha sido poblada desde tiempos remotos. Las evidencias arqueológicas indican que durante las Dinastía Shang y Dinastía Zhou, la región disfrutó avanzada tecnología en la Edad de Bronce. La Dinastía Ming vio la construcción de la sección de Liaoning de la Gran Muralla china a través de Huludao, y fue durante este tiempo que el condado Xingcheng fue fortificado con su muralla defensiva que sigue en pie hoy en día.
En 1906, el condado de Jinxi fue establecido y más tarde se convirtió en un importante centro de resistencia durante la ocupación japonesa. Durante la guerra civil china de 1945-1948 fue un campo de batalla entre el Ejército Nacional Revolucionario (China) y el Ejército Popular de Liberación.